# Bewitched (альбом Laufey)
Bewitched — второй студийный альбом исландской джаз-поп певицы Laufey. Он был выпущен 8 сентября 2023 года на лейбле AWAL. Описанный Лауфей как «альбом о любви, будь то любовь к другу, любовнику или жизни», Bewitched затрагивает в своих песнях различные романтические темы.
В музыкальном плане Bewitched состоит из джазовых поп-баллад, написанных преимущественно Лауфи (полное имя Laufey Lín Bing Jónsdóttir) и его соавтором Спенсером Стюартом, и спродюсированных дуэтом вместе с Philharmonia Orchestra (Лондон) и Дэном Уилсоном. Альбом получил одобрение музыкальных критиков, которые хвалили песни за их современное отношение к джазу и ностальгическое качество одновременно; технические навыки Лауфи также были предметом похвалы в рецензиях. Он получил премию «Лучший традиционный вокальный поп-альбом» на 66-й ежегодной церемонии вручения премии «Грэмми».
Альбому предшествовали четыре сингла: «From the Start», «Promise», «Bewitched» и «California and Me», первый из которых стал первой песней Лауфи, попавшей в чарты звукозаписи. Bewitched занял второе место в исландском чарте альбомов и стал первым альбомом Лауфи, попавшим в чарты Австралии, Канады, Новой Зеландии, Шотландии, Великобритании и США. Кроме того, альбом возглавил австралийский чарт джазовых и блюзовых альбомов. В поддержку альбома Лауфи отправится в европейский концертный тур в 2024 году.

## История
Анонсируя альбом, Лауфи назвала Bewitched «альбомом любви, будь то любовь к другу, любовнику или жизни». Она размышляла о теме взросления в своем первом альбоме и противопоставила ее тому, что с тех пор «пережила еще немного этого и […] пишет о волшебстве любви в молодости».
Незадолго до выхода альбома Лауфи сделала ноты доступными для поклонников.

## Отзывы
| Совокупная оценка    | Совокупная оценка |
| Источник             | Оценка            |
| -------------------- | ----------------- |
| Metacritic           | 83/100            |
| Оценки критиков      |                   |
| Источник             | Оценка            |
| DIY                  | [ 8 ]             |
| The Line of Best Fit | 8/10              |
| NME                  | [ 9 ]             |
| Pitchfork            | 7.0/10            |
| Uncut                | 8/10              |

Альбом получил положительные отзывы музыкальных критиков. Bewitched получил 83 балла из 100 на агрегаторе рецензий Metacritic на основе шести отзывов критиков, что свидетельствует о «всеобщем признании». Uncut считает, что «если эти [треки] и кажутся отбросами, то не более, чем лучшие работы Норы Джонс, и, тем не менее, есть что-то вневременное в бризе „While You Were Sleeping“ и, с его напевными гитарами, „Lovesick“». В пятизвездочной рецензии Ханна Милреа из NME описала Bewitched как «уверенный и музыкально амбициозный, сочетающий джаз, поп и современная классическая композиция», на протяжении которого «впечатляющие технические способности Лауфи сияют».
Джеймс Хики из DIY написал, что «кристальный голос и непринужденная харизма Лауфи превращают этот альбом в великолепное проявление уникального таланта», который он также описал как «полный безупречных джазовых баллад, пронизанных сочными струнными и обморочными историями о безнадежной любви». The Line of Best Fit Мэтью Ким отметил, что Лауфи «улучшает свою уже эффективную формулу практически в каждом отделе», и хотя она не «изобретает колесо, когда дело доходит до старинного джаз-поп звучания, которое она уже освоила», «она определенно разнообразит свою палитру». Алекс Рамос из Pitchfork нашел его «более смелым и намеренным», чем Everything I Know About Love, поскольку «здесь Лауфи не просто позволяет джазу наполнить работу; она использует его как средство для воплощения фантазий и амбиций, придавая своим современным размышлениям туманное, вневременное качество».

### Итоговые списки
| Публикация | Список                  | Ранг | Ссылка |
| ---------- | ----------------------- | ---- | ------ |
| Billboard  | Best Albums of 2023     | 46   | [ 12 ] |
| NME        | The Best Albums of 2023 | 33   | [ 13 ] |
| Uproxx     | The Best Albums Of 2023 | н/д  | [ 14 ] |
| Variety    | The Best Albums of 2023 | 9    | [ 15 ] |
| Vogue      | The Best Albums Of 2023 | н/д  | [ 16 ] |

## Коммерческий успех
Bewitched дебютировал на 23-м месте в основном американском хит-параде Billboard 200 и на позиции № 1 в джазовом чарте Jazz Albums с тиражом 23 000 альбомных эквивалентов.

## Список композиций
Все треки написаны и спродюсированы Laufey и Спенсером Стюартом, за исключением тех случаев, когда это указано.
| №                   | Название                                                 | Автор(ы)                          | Продюсеры                             | Длительность |
| ------------------- | -------------------------------------------------------- | --------------------------------- | ------------------------------------- | ------------ |
| 1.                  | «Dreamer»                                                |                                   |                                       | 3:30         |
| 2.                  | «Second Best»                                            |                                   |                                       | 3:24         |
| 3.                  | «Haunted»                                                |                                   |                                       | 3:20         |
| 4.                  | «Must Be Love»                                           | Laufey Freddy Wexler Max Wolfgang |                                       | 3:04         |
| 5.                  | «While You Were Sleeping»                                |                                   |                                       | 2:57         |
| 6.                  | «Lovesick»                                               |                                   |                                       | 3:45         |
| 7.                  | «California and Me» (при участии Philharmonia Orchestra) | Laufey                            | Laufey Philharmonia Orchestra         | 3:36         |
| 8.                  | «Nocturne (Interlude)»                                   | Laufey                            | Laufey                                | 2:24         |
| 9.                  | «Promise»                                                | Laufey Дэн Уилсон                 | Laufey Wilson                         | 3:54         |
| 10.                 | «From the Start»                                         |                                   |                                       | 2:49         |
| 11.                 | «Misty»                                                  | Johnny Burke Errol Garner         |                                       | 3:29         |
| 12.                 | «Serendipity»                                            |                                   |                                       | 3:39         |
| 13.                 | «Letter to My 13 Year Old Self»                          | Laufey                            |                                       | 4:22         |
| 14.                 | «Bewitched»                                              |                                   | Laufey Stewart Philharmonia Orchestra | 4:06         |
| Общая длительность: | Общая длительность:                                      | Общая длительность:               | Общая длительность:                   | 48:19        |

## Чарты
| Чарт (2023—2024)                                | Высшая позиция |
| ----------------------------------------------- | -------------- |
| Австралия (ARIA)                                | 6              |
| Австралия Australian Jazz & Blues Albums (ARIA) | 1              |
| Бельгия/Фландрия (Ultratop)                     | 15             |
| Канада Canadian Albums (Billboard)              | 38             |
| Нидерланды (Album Top 100)                      | 15             |
| Германия (Offizielle Top 100)                   | 45             |
| Исландия                                        | 1              |
| Ирландия (IRMA)                                 | 67             |
| Ирландия (Irish Independent Albums, IRMA)       | 3              |
| Новая Зеландия (RMNZ)                           | 13             |
| Португалия (AFP)                                | 60             |
| Шотландия (Scottish Albums Chart)               | 10             |
| Испания (PROMUSICAE)                            | 99             |
| Великобритания (UK Albums Chart)                | 13             |
| Великобритания (UK Independent Albums Chart)    | 2              |
| США Billboard 200                               | 18             |
| США Independent Albums                          | 1              |
| США Jazz Albums                                 | 1              |

## Сертификации
| Регион                                                                      | Сертификация | Продажи |
| --------------------------------------------------------------------------- | ------------ | ------- |
| Великобритания (BPI)                                                        | Серебряный   | 60 000  |
| США (RIAA)                                                                  | Золотой      | 500 000 |
| Данные о продажах + прослушиваниях приведены только на основе сертификации. |              |         |